# Cabeça de Bagre II
"Cabeça de Bagre II" é uma canção da banda Mamonas Assassinas lançada em seu álbum homônimo, em 1995.
Cabeça de Bagre II é baseada na experiência de Dinho (vocalista) na quinta série do primário. No instrumental, possui referências à risada do personagem Pica-Pau, de Walter Lantz. O título da canção é uma paródia a canção "Cabeça Dinossauro", dos Titãs. Um dos riffs principais é de "Baby Elephant Walk", de Henry Mancini. A canção também faz referência à Seleção Brasileira de Futebol, à época tetracampeã. Também foi considerada uma das melhores faixas do grupo.